# Blumen Risse
Die Blumen Risse GmbH ist eine deutsche Pflanzen-Handelskette mit Hauptsitz im nordrhein-westfälischen Schwerte-Westhofen.
Das Unternehmen besitzt 130 Standorte, welche sich über Nordrhein-Westfalen, Rheinland-Pfalz, Hessen und Niedersachsen verteilen. Diese sind aufgeteilt in 92 Blumenfachgeschäfte, 24 Blumenmärkte und 12 Gartencenter. Das Unternehmen gehört zu den größten Händlern im Blumen- und Pflanzen-Einzelhandel in Deutschland.

## Geschichte
Die Anfänge des Familienunternehmens liegen in der Gärtnerei von Eduard Risse, welcher diese 1933 in Dortmund-Syburg eröffnete und den Betrieb später an seinen Sohn Peter vererbte. Peter Risse fasste den Entschluss, die Pflanzenaufzucht zu beenden, und eröffnete im Jahr 1968, gemeinsam mit seiner Schwester Ursula Mantai, den ersten Blumenladen in Schwerte.
Mit Beginn der 1970er Jahre spezialisierte sich das Unternehmen auf den Blumenhandel, wodurch die inzwischen existierende Gärtnerei in Recklinghausen schrittweise in ein Gartencenter umfunktioniert wurde, welches 1978 eröffnete. Mit Beginn der 1980er Jahre expandierte das Unternehmen und eröffnete einige Blumenläden, Blumenmärkte und Gartencenter. Es folgten eine eigene Schulungsabteilung, ein LKW-Fuhrpark und der Bau einer Unternehmenszentrale mit Lagerflächen in Schwerte.
Seit dem Tod von Peter Risse im Jahr 2006 ist seine Tochter Tina Risse-Stock Geschäftsführerin des Familienunternehmens.

## Sortiment
Der Schwerpunkt des Sortiments liegt auf Schnittblumen und Floristik. Die verkauften Blumen stammen zum Großteil aus den Niederlanden und Deutschland.
Die Gartencenter von Blumen Risse bieten ein Vollsortiment rund um Garten und Pflanzen, von Gartenmöbeln über Baumschulpflanzen bis zu Dekoration für Haus und Garten. Die Blumenmärkte verfügen über ein Sortiment rund um Pflanzen, Blumen und Zubehör. Die Blumenläden, die sich hauptsächlich in Innenstädten und Einkaufsstraßen befinden, bieten ein Schwerpunktsortiment um Blumen und Blumengestecke.
Insgesamt führt Blumen Risse etwa 10.000 verschiedene Artikel. Das 35.000 m² große Zentrallager befindet sich am Stammsitz in Schwerte-Westhofen.